# 松浦炭坑専用鉄道5号蒸気機関車
5号は、松浦炭坑が1920年（大正9年）に導入したタンク式蒸気機関車である。

## 概要
1919年（大正8年）に長崎市の久保鉄工所で製造された、車軸配置0-4-0(B)、運転整備重量8トン、2気筒単式の飽和式サイド・ウェルタンク機関車である。久保鉄工所は、主に船舶機器を主力とし、鉱山機械も扱ったようであるが、ここで製造された蒸気機関車はこの1両のみである。久保鉄工所自身も町工場程度の規模であった。機関車そのものは、コッペル製の模倣であり、深川造船所のものとも類似点がある。
松浦炭坑への入籍時には5とされたが、1931年（昭和6年）に正式に専用鉄道の認可を受ける際には、1として申請されている。これは、当時松浦炭坑の機関車として最も新しく、申請用として無難とされたからのようである。ただし、現車の改番は実施されていない。
その後、松浦炭坑の経営は岡本彦馬に移り、1933年（昭和8年）8月16日には、専用鉄道の一切が佐世保鉄道に譲渡された。この時に、15と改番されている。さらに、1936年（昭和11年）10月1日に佐世保鉄道は鉄道省により買収され、国有化された。その際には、ケ99形（ケ99）とされている。
この機関車は、主に世知原線、臼ノ浦線で使用されたが、構造が単純で使い易い機関車であったようである。旧佐世保鉄道線（松浦線）の1,067mm軌間への改軌工事完成とともに不要となり、佐々機関区に保管されたが、1948年（昭和23年）5月に廃車となった。処分は解体と推定される。

## 主要諸元
- 全長：4,880mm
- 全高：2,905mm
- 軌間：762mm
- 車軸配置：0-4-0(B)
- 動輪直径：610mm
- 弁装置：ワルシャート式
- シリンダー（直径×行程）：190mm×305mm
- ボイラー圧力：8.5kg/cm2
- 火格子面積：0.37m2
- 全伝熱面積：15.5m2
- 機関車運転整備重量：8.0t
- 機関車動輪上重量（運転整備時）：8.0t
- 水タンク容量：0.86m3
- 燃料積載量：0.36t
- 機関車性能
  - シリンダ引張力：1,300kg
- ブレーキ方式：手ブレーキ